# Opio
Opio ist eine südfranzösische Gemeinde im Département Alpes-Maritimes in der Region Provence-Alpes-Côte d’Azur. Sie gehört zum Arrondissement Grasse und zum Kanton Valbonne.
Die angrenzenden Gemeinden sind Le Rouret im Norden, Roquefort-les-Pins im Osten, Valbonne im Süden und Châteauneuf-Grasse im Westen.

## Bevölkerungsentwicklung
| Jahr      | 1962 | 1968 | 1975 | 1982 | 1990 | 1999 | 2008 | 2017 |
| --------- | ---- | ---- | ---- | ---- | ---- | ---- | ---- | ---- |
| Einwohner | 542  | 790  | 1021 | 1336 | 1792 | 1922 | 2123 | 2214 |

## Sehenswürdigkeiten
Siehe: Liste der Monuments historiques in Opio